# Линдхольм, Берит
Бе́рит Мари́я Ли́ндхольм (швед. Berit Maria Lindholm, урождённая Ю́нссон швед. Jonsson; 18 октября 1934, Стокгольм, Швеция — 12 августа 2023, там же) — шведская певица (драматическое сопрано).

## Биография
В 1961—1963 годах училась в оперной студии Шведской королевской академии музыки. Дебютировала на сцене в 1963 году, и уже с 1966 года выступала на сценах крупнейших оперных театров мира: «Ковент-Гарден», «Метрополитен-опера», Венская государственная опера, Большой театр. В 1967 году на Байрёйтском фестивале была признана одной из лучших исполнительниц партий в операх Рихарда Вагнера. Гастролирует по многим городам: Амстердам, Вена, Сан-Франциско, Даллас, Мюнхен, Барселона, Будапешт, Варшава, Марсель; в СССР неоднократно с 1971.
Умерла 12 августа 2023 года в возрасте 88 лет.

## Оперные партии
- «Валькирия» Рихарда Вагнера — Брунгильда
- «Аида» Джузеппе Верди — Аида
- «Тоска» Джакомо Пуччини — Тоска
- «Фиделио» Людвига ван Бетховена — Леонора
- «Электра» Рихарда Штрауса — Электра
- «Саломея» Рихарда Штрауса — Саломея
- «Женщина без тени» Рихарда Штрауса — Императрица